# Sarod

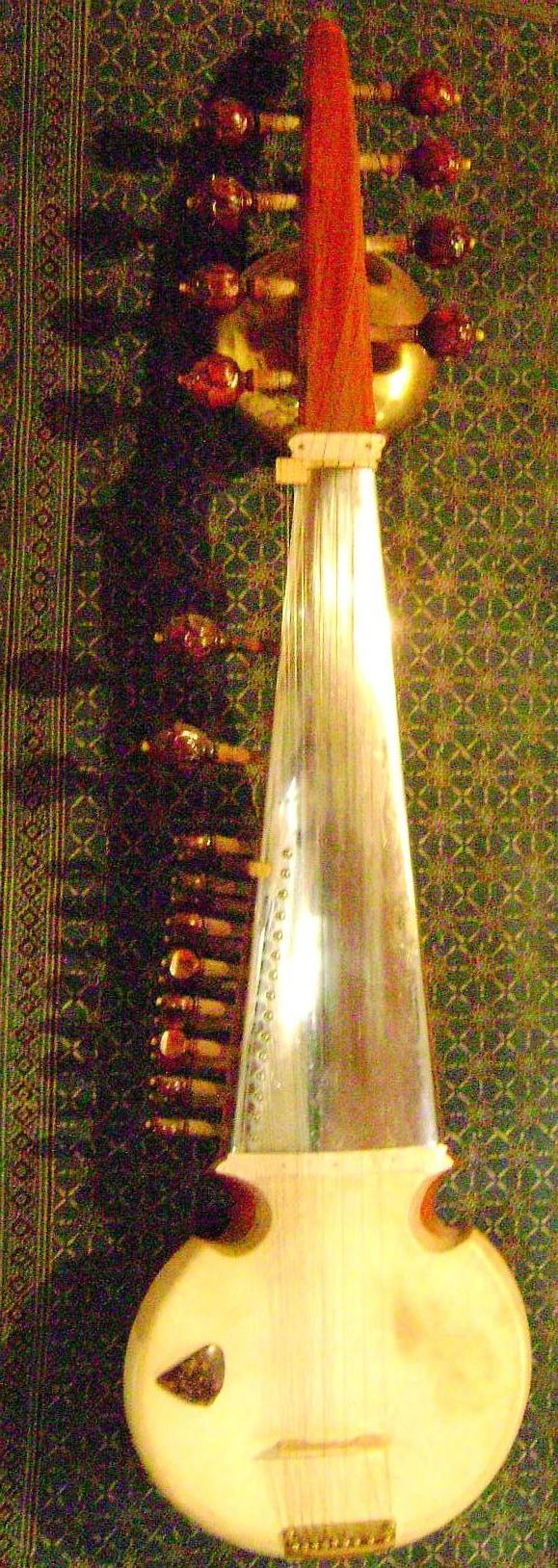
Sarod

De sarod is een instrument uit de Hindoestaanse muziek. Het is een fretloos snaarinstrument met 4 melodie-snaren, 2 ritmische snaren (chikari) en enige akkoord-snaren. Bovendien is de sarod voorzien van circa 18 tarafs, resonantie-snaren.
De sarod wordt met de rechterhand bespeeld met een plectrum, gemaakt van de schil van een kokosnoot. De linkerhand grijpt de toonhoogtes op een gladde, glimmende, metalen toets, waardoor glissando technieken (meend e.d.) mogelijk zijn.
De body van de sarod is van hout, op de klankkast zit bovendien een hertenvel, waarop de benen brug is gezet, waarover (en waardoorheen: de tarafs) de snaren lopen. Hierdoor is er een lichte verwantschap met de banjo, die een vergelijkbaar percussieve klank heeft. Het merendeel van de snaren is van staal gemaakt, slechts de laagste snaren bevatten ook koper.
De bekendste virtuoos op de sarod is Ali Akbar Khan, een zoon van Allauddin Khan.